# (4656) Huchra
(4656) Huchra es un asteroide perteneciente al cinturón de asteroides, descubierto el 7 de noviembre de 1978 por Eleanor F. Helin y el también astrónomo Schelte John Bus desde el Observatorio del Monte Palomar, Estados Unidos.

## Designación y nombre
Designado provisionalmente como 1978 VZ3. Fue nombrado Huchra en honor al profesor estadounidense de cosmología en Harvard John Peter Huchra compaginando su trabajo con el de  director asociado  para la astronomía óptica e infrarroja en el Centro de Astrofísica Harvard-Smithsonian, fue reconocido por su trabajo en la distribución de la materia en el universo, incluso en particular la "Gran Muralla" de las galaxias.

## Características orbitales
Huchra está situado a una distancia media del Sol de 2,852 ua, pudiendo alejarse hasta 3,065 ua y acercarse hasta 2,639 ua. Su excentricidad es 0,074 y la inclinación orbital 1,719 grados. Emplea 1759 días en completar una órbita alrededor del Sol.

## Características físicas
La magnitud absoluta de Huchra es 13,3.